# Ходжа-Чешме
Ходжа-Чешме, тур. Hoca Çeşme — поселение эпохи неолита и энеолита. Обнаружено на территории турецкой провинции Эдирне. Раскопки холма, под которым обнаружено поселение, проводит с 1990 г. команда археологов Стамбульского университета во главе с Мехметом Оздоганом (Mehmet Özdogan). По своим характеристикам поселение напоминает неолитическое поселение Караново в Болгарии.
Изучение археологических слоёв показало, что в своём развитии поселение прошло как минимум 4 стадии:
- Hoca Çeşme IV ~ 6500-6100 гг. до н. э. (здесь и далее — калиброванная хронология);
- Hoca Çeşme III ~ 6100-5750 гг. до н. э.[1].
- Hoca Çeşme II
- Hoca Çeşme I

Самый нижний слой содержит останки круглых домов диаметром 3-4 метра. Керамика — монохромная, чёрная, хорошо лощёная — соответствует поздненеолитической керамике соседних регионов Анатолии.
Начиная с фазы II дома становятся четырёхугольными. С фазы I поселение обносится стеной шириной около 1,20 м. Внутренняя сторона стены была обработана до гладкости. Сохранились следы отдельных свай палисада.